# Maloja (miejscowość)
Maloja – wieś (współrzędne geograficzne 46°24'9"N, 9°41'42"E) na przełęczy Maloja, od której nazwę swą wziął dystrykt w szwajcarskim  na południowym wschodzie kraju. Wieś położona jest w pobliżu południowo-zachodniego skraju jeziora Silsersee.